# Ed Fidow
Pas d'image ? Cliquez ici

a Compétitions nationales et continentales officielles uniquement.

b Matchs officiels uniquement.
Dernière mise à jour le 6 août 2024.
Teofilio « Ed » Fidow, né le 11 septembre 1993 à Apia (Samoa), est un joueur de rugby à XV et rugby à sept international samoan, évoluant au poste d'ailier au NOLA Gold en Major League Rugby.

## Biographie
Ed Fidow commence sa carrière en Nouvelle-Zélande avec le Papatoetoe RFC dans le championnat amateur de la région d'Auckland. A côté de cela, il joue avec la province d'Auckland dans le championnat national de rugby à sept,.
À partir de 2015, il joue également avec l'équipe des Samoa de rugby à sept dans le cadre des World Rugby Sevens Series. Il dispute deux saisons avec sa sélection nationale, avec laquelle il marque 21 essais en 46 matchs.
En 2017, il part jouer en Australie avec les Wests Rugby en Queensland Premier Rugby,. Il se fait alors repérer par l'équipe de Brisbane City, coachée par Brad Thorn, qui le recrute pour disputer la saison 2017 de NRC. Au cours de cette saison, il se fait remarquer en inscrivant 9 essais en 7 matchs, et en montrant de grosses qualités de vitesse et d'évitement,.
Dans la foulée, il est recruté par le club français de l'Union Bordeaux Bègles, évoluant Top 14, en tant que joker médical. Il joue jusqu'en fin de saison avec le club girondin, disputant 11 matchs et marquant 3 essais.
Au mois de mai 2018, il est sélectionné pour la première fois avec l'équipe des Samoa à XV pour disputer la Pacific Nations Cup. Il connait sa première sélection  le 9 juin 2018 à l’occasion d’un match contre l'équipe des Fidji à Suva. Au mois de juillet de la même année, il participe grandement à la qualification de son pays pour la coupe du monde 2019 lors des matchs de barrage aller-retour contre l'Allemagne, en inscrivant un triplé lors du premier match, avant marquer deux autres essais lors du match retour,.
La saison suivante, il rejoint le club de Provence rugby, tout juste promu en Pro D2 pour la saison 2018-2019. Il ne reste qu'une saison avec le club aixois avant de s'engager avec les Worcester Warriors en Premiership à compter de la saison 2019-2020.
En août 2019, il retenu dans le groupe de 31 joueurs samoans retenus pour disputer la Coupe du monde au Japon. Lors du premier match contre la Russie, il inscrit un doublé. Lors du match suivant, face à l'Écosse, il écope d'un carton rouge après avoir reçu deux cartons jaunes. Il évite cependant une suspension, ce qui lui permet de disputer les deux derniers matchs de poule contre le Japon et l'Irlande.
Après deux saisons à Worcester, où il n'est que peu utilisé, il n'est pas conservé et quitte le club en juin 2021,. Il rentre alors en Nouvelle-Zélande, et s'engage avec la province de Manawatu pour la saison 2021 de NPC.
Après le NPC, il s'engage avec le club américain de Rugby New York en Major League Rugby. Il fait alors une excellente saison, inscrivant douze essais en quinze matchs. Il prolonge ensuite son contrat pour la saison 2023, après être rentré en Nouvelle-Zélande pour disputer une deuxième saison avec Manawatu.
En juin 2023, il est retenu dans le groupe samoan de 40 joueurs sélectionné pour préparer la Coupe du monde 2023. Le 6 août 2023, il est annoncé au sein du groupe définitif pour participer au Mondial en France. Il joue deux matchs lors de la compétition.
Avec la disparition de son club de New York, il rejoint le NOLA Gold, à l'orée de la saison 2024 de MLR.

## Palmarès

### En équipe nationale à XV
- 21 sélections avec les Samoa depuis 2018.
- 60 points (12 essais).

- Vainqueur de la Coupe des nations du Pacifique en 2022 avec les Samoa.
- Participation à la Coupe du monde en 2019 (4 matchs, 2 essais) et 2023 (2 matchs).

### En équipe nationale à sept
- Vainqueur du Paris Sevens 2016 avec l'équipe des Samoa à sept.